# Régis Genaux
Pour les articles homonymes, voir Genaux et Régis.
Régis Genaux, né le 31 août 1973 à Charleroi en Belgique et mort le 8 novembre 2008 à son domicile de Chaudfontaine, est un footballeur international et entraîneur belge.

## Biographie
Arrière latéral droit au Standard de Liège, Régis Génaux est sélectionné en équipe de Belgique à l'âge de dix-huit ans, le 26 février 1992 lors d'un match amical contre la Tunisie (défaite 2-1 à Tunis). Il joue 22 matches avec les Diables Rouges. Il sera nommé meilleur joueur en 1994, du Festival International Espoirs.
Considéré comme un grand talent, sa carrière de joueur a été ruinée par une succession de blessures qui l'obligent à arrêter à l'âge de 29 ans. Selon la RTBF, Régis Genaux serait décédé des suites d'une embolie pulmonaire.
Ses cendres sont inhumées au cimetière de Beaufays.

## Statistiques

### Statistiques de joueur

#### En club
| Saison                | Club                     | Championnat           | Championnat | Championnat | Championnat | Coupe(s) nationale(s) | Coupe(s) nationale(s) | Coupe(s) nationale(s) | Supercoupe | Supercoupe | Supercoupe | Compétition(s) continentale(s) | Compétition(s) continentale(s) | Compétition(s) continentale(s) | Compétition(s) continentale(s) | Total | Total | Total |
| Saison                | Club                     | Division              | M.          | B.          | P.d.        | M.                    | B.                    | P.d.                  | M.         | B.         | P.d.       | Comp.                          | M.                             | B.                             | P.d.                           | M.    | B.    | P.d.  |
| 1990-1991             | Standard de Liège        | Division 1            | 4           | 0           | 0           | -                     | -                     | -                     | -          | -          | -          | -                              | -                              | -                              | -                              | 4     | 0     | 0     |
| 1991-1992             | Standard de Liège        | Division 1            | 31          | 1           | 0           | 6                     | 0                     | 0                     | -          | -          | -          | -                              | -                              | -                              | -                              | 37    | 1     | 0     |
| 1992-1993             | Standard de Liège        | Division 1            | 30          | 0           | 0           | 6                     | 0                     | 0                     | -          | -          | -          | C3                             | 6                              | 0                              | 0                              | 42    | 0     | 0     |
| 1993-1994             | Standard de Liège        | Division 1            | 28          | 0           | 0           | 2                     | 0                     | 0                     | 1          | 0          | 0          | C2                             | 2                              | 0                              | 0                              | 33    | 0     | 0     |
| 1994-1995             | Standard de Liège        | Division 1            | 29          | 0           | 0           | 1                     | 0                     | 0                     | -          | -          | -          | -                              | -                              | -                              | -                              | 30    | 0     | 0     |
| 1995-1996             | Standard de Liège        | Division 1            | 29          | 0           | 0           | 2                     | 0                     | 0                     | -          | -          | -          | C3                             | 2                              | 0                              | 0                              | 33    | 0     | 0     |
| 1996-1997             | Standard de Liège        | Division 1            | -           | -           | 0           | -                     | -                     | -                     | -          | -          | -          | CI                             | 4                              | 0                              | 0                              | 4     | 0     | 0     |
| Sous-total            | Sous-total               | Sous-total            | 151         | 1           | 0           | 17                    | 0                     | 0                     | 1          | 0          | 0          | -                              | 14                             | 0                              | 0                              | 183   | 1     | 0     |
| 1996-1997             | Coventry City            | Premier League        | 4           | 0           | 0           | -                     | -                     | -                     | -          | -          | -          | -                              | -                              | -                              | -                              | 4     | 0     | 0     |
| 1996-1997             | Udinese Calcio           | Serie A               | 8           | 0           | 0           | -                     | -                     | -                     | -          | -          | -          | -                              | -                              | -                              | -                              | 8     | 0     | 0     |
| 1997-1998             | Udinese Calcio           | Serie A               | 6           | 0           | 0           | 1                     | 0                     | 0                     | -          | -          | -          | C3                             | 3                              | 0                              | 0                              | 10    | 0     | 0     |
| 1998-1999             | Udinese Calcio           | Serie A               | 19          | 0           | 3           | 1                     | 0                     | 0                     | -          | -          | -          | -                              | -                              | -                              | -                              | 20    | 0     | 3     |
| 1999-2000             | Udinese Calcio           | Serie A               | 17          | 0           | 0           | -                     | -                     | -                     | -          | -          | -          | C3                             | 6                              | 0                              | 0                              | 23    | 0     | 0     |
| 2000-2001             | Udinese Calcio           | Serie A               | 2           | 0           | 0           | 1                     | 0                     | 0                     | -          | -          | -          | CI+C3                          | 1+2                            | 0+0                            | 0+0                            | 6     | 0     | 0     |
| Sous-total            | Sous-total               | Sous-total            | 52          | 0           | 3           | 3                     | 0                     | 0                     | -          | -          | -          | -                              | 12                             | 0                              | 0                              | 67    | 0     | 3     |
| 2001-2002             | Standard de Liège (prêt) | Division 1            | 4           | 0           | 0           | -                     | -                     | -                     | -          | -          | -          | -                              | -                              | -                              | -                              | 4     | 0     | 0     |
| Total sur la carrière | Total sur la carrière    | Total sur la carrière | 211         | 1           | 3           | 20                    | 0                     | 0                     | 1          | 0          | 0          | -                              | 26                             | 0                              | 0                              | 258   | 1     | 3     |

#### En sélections nationales
| Saison                | Sélection             | Phases finales        | Phases finales | Phases finales | Phases finales | Éliminatoires CDM | Éliminatoires CDM | Éliminatoires CDM | Éliminatoires EURO | Éliminatoires EURO | Éliminatoires EURO | Matchs amicaux | Matchs amicaux | Matchs amicaux | Total | Total | Total |
| Saison                | Sélection             | Compétition           | M              | B              | Pd             | M                 | B                 | Pd                | M                  | B                  | Pd                 | M              | B              | Pd             | M     | B     | Pd    |
| --------------------- | --------------------- | --------------------- | -------------- | -------------- | -------------- | ----------------- | ----------------- | ----------------- | ------------------ | ------------------ | ------------------ | -------------- | -------------- | -------------- | ----- | ----- | ----- |
| 1991-1992             | Belgique              | -                     | -              | -              | -              | -                 | -                 | -                 | -                  | -                  | -                  | 1              | 0              | 0              | 1     | 0     | 0     |
| 1992-1993             | Belgique              | -                     | -              | -              | -              | -                 | -                 | -                 | -                  | -                  | -                  | 1              | 0              | 0              | 1     | 0     | 0     |
| 1994-1995             | Belgique              | -                     | -              | -              | -              | -                 | -                 | -                 | 6                  | 0                  | 0                  | -              | -              | -              | 6     | 0     | 0     |
| 1995-1996             | Belgique              | -                     | -              | -              | -              | -                 | -                 | -                 | 3                  | 0                  | 0                  | 3              | 0              | 0              | 6     | 0     | 0     |
| 1997-1998             | Belgique              | -                     | -              | -              | -              | 2                 | 0                 | 0                 | -                  | -                  | -                  | -              | -              | -              | 2     | 0     | 0     |
| 1998-1999             | Belgique              | -                     | -              | -              | -              | -                 | -                 | -                 | -                  | -                  | -                  | 3              | 0              | 0              | 3     | 0     | 0     |
| 1999-2000             | Belgique              | -                     | -              | -              | -              | -                 | -                 | -                 | -                  | -                  | -                  | 3              | 0              | 1              | 3     | 0     | 1     |
| Total sur la carrière | Total sur la carrière | Total sur la carrière | -              | -              | -              | 2                 | 0                 | 0                 | 9                  | 0                  | 0                  | 11             | 0              | 1              | 22    | 0     | 1     |

#### Matchs internationaux
| Matchs internationaux de Régis Genaux, | Matchs internationaux de Régis Genaux, | Matchs internationaux de Régis Genaux,                | Matchs internationaux de Régis Genaux, | Matchs internationaux de Régis Genaux, | Matchs internationaux de Régis Genaux,  | Matchs internationaux de Régis Genaux, | Matchs internationaux de Régis Genaux,                              |
| #                                      | Date                                   | Lieu                                                  | Adversaire                             | Résultat                               | Compétition                             | Club                                   | Notes                                                               |
| -------------------------------------- | -------------------------------------- | ----------------------------------------------------- | -------------------------------------- | -------------------------------------- | --------------------------------------- | -------------------------------------- | ------------------------------------------------------------------- |
| 1                                      | 26 février 1992                        | Stade olympique d'El Menzah, Tunis, Tunisie           | Tunisie                                | D 1 - 2                                | Match amical                            | Standard de Liège                      | Titulaire et buteur contre son camp.                                |
| 2                                      | 6 octobre 1993                         | Stade Constant Vanden Stock, Bruxelles, Belgique      | Gabon                                  | V 2 - 1                                | Match amical                            | Standard de Liège                      | Entre en jeu à la place de Rudi Smidts à la 46e minute de jeu.      |
| 3                                      | 7 septembre 1994                       | Stade Constant Vanden Stock, Bruxelles, Belgique      | Arménie                                | V 2 - 0                                | Éliminatoires de l'Euro 1996            | Standard de Liège                      | Titulaire.                                                          |
| 4                                      | 12 octobre 1994                        | Parken Stadium, Copenhague, Danemark                  | Danemark                               | D 1 - 3                                | Éliminatoires de l'Euro 1996            | Standard de Liège                      | Titulaire, écope d'un carton jaune à la 79e minute de jeu.          |
| 5                                      | 16 novembre 1994                       | Stade Constant Vanden Stock, Bruxelles, Belgique      | Macédoine                              | N 1 - 1                                | Éliminatoires de l'Euro 1996            | Standard de Liège                      | Titulaire.                                                          |
| 6                                      | 17 décembre 1994                       | Stade Constant Vanden Stock, Bruxelles, Belgique      | Espagne                                | D 1 - 4                                | Éliminatoires de l'Euro 1996            | Standard de Liège                      | Titulaire.                                                          |
| 7                                      | 29 mars 1995                           | Stade Ramón-Sánchez-Pizjuán, Séville, Espagne         | Espagne                                | N 1 - 1                                | Éliminatoires de l'Euro 1996            | Standard de Liège                      | Titulaire, écope d'un carton jaune à la 20e minute de jeu.          |
| 8                                      | 7 juin 1995                            | Stade de la ville de Skopje, Skopje, ARY de Macédoine | Macédoine                              | V 5 - 0                                | Éliminatoires de l'Euro 1996            | Standard de Liège                      | Titulaire.                                                          |
| 9                                      | 23 août 1995                           | Stade Roi Baudouin, Bruxelles, Belgique               | Allemagne                              | D 1 - 2                                | Match amical                            | Standard de Liège                      | Titulaire.                                                          |
| 10                                     | 6 septembre 1995                       | Stade Roi Baudouin, Bruxelles, Belgique               | Danemark                               | D 1 - 3                                | Éliminatoires de l'Euro 1996            | Standard de Liège                      | Titulaire, écope d'un carton jaune à la 26e minute de jeu.          |
| 11                                     | 7 octobre 1995                         | Stade Hrazdan, Erevan, Arménie                        | Arménie                                | V 2 - 0                                | Éliminatoires de l'Euro 1996            | Standard de Liège                      | Titulaire.                                                          |
| 12                                     | 15 novembre 1995                       | Stade Tsírio, Limassol, Chypre                        | Chypre                                 | N 1 - 1                                | Éliminatoires de l'Euro 1996            | Standard de Liège                      | Titulaire.                                                          |
| 13                                     | 27 mars 1996                           | Stade Roi Baudouin, Bruxelles, Belgique               | France                                 | D 0 - 2                                | Match amical                            | Standard de Liège                      | Titulaire.                                                          |
| 14                                     | 24 avril 1996                          | Stade Roi Baudouin, Bruxelles, Belgique               | Russie                                 | N 0 - 0                                | Match amical                            | Standard de Liège                      | Titulaire.                                                          |
| 15                                     | 6 septembre 1997                       | Stade Feijenoord, Rotterdam, Pays-Bas                 | Pays-Bas                               | D 1 - 3                                | Éliminatoires de la Coupe du monde 1998 | Udinese Calcio                         | Entre en jeu à la place de Bertrand Crasson à la 46e minute de jeu. |
| 16                                     | 29 octobre 1997                        | Lansdowne Road, Dublin, Irlande                       | République d'Irlande                   | N 1 - 1                                | Éliminatoires de la Coupe du monde 1998 | Udinese Calcio                         | Titulaire, écope d'un carton jaune à la 46e minute de jeu.          |
| 17                                     | 9 février 1999                         | Stade Roi Baudouin, Bruxelles, Belgique               | Tchéquie                               | D 0 - 1                                | Match amical                            | Udinese Calcio                         | Titulaire, remplacé par Stefaan Tanghe à la 77e minute de jeu.      |
| 18                                     | 27 mars 1999                           | Stade Roi Baudouin, Bruxelles, Belgique               | Bulgarie                               | D 0 - 1                                | Match amical                            | Udinese Calcio                         | Titulaire, remplacé par Éric Deflandre à la 76e minute de jeu.      |
| 19                                     | 30 mars 1999                           | Stade Maurice-Dufrasne, Liège, Belgique               | Égypte                                 | D 0 - 1                                | Match amical                            | Udinese Calcio                         | Titulaire, écope d'un carton jaune à la 85e minute de jeu.          |
| 20                                     | 13 novembre 1999                       | Stade Via del Mare, Lecce, Italie                     | Italie                                 | V 3 - 1                                | Match amical                            | Udinese Calcio                         | Titulaire.                                                          |
| 21                                     | 23 février 2000                        | Stade du Pays de Charleroi, Charleroi, Belgique       | Portugal                               | N 1 - 1                                | Match amical                            | Udinese Calcio                         | Titulaire.                                                          |
| 22                                     | 26 avril 2000                          | Ullevaal Stadion, Oslo, Norvège                       | Norvège                                | V 2 - 0                                | Match amical                            | Udinese Calcio                         | Titulaire, remplacé par Éric Deflandre à la 70e minute de jeu.      |

### Statistiques d'entraîneur
| Saison                | Club                  | Championnat           | Championnat | Championnat | Championnat | Championnat | Coupe(s) nationale(s) | Coupe(s) nationale(s) | Coupe(s) nationale(s) | Coupe(s) nationale(s) | Total | Total | Total | Total | % Victoires |
| Saison                | Club                  | Division              | M           | V           | N           | D           | M                     | V                     | N                     | D                     | M     | V     | N     | D     | % Victoires |
| --------------------- | --------------------- | --------------------- | ----------- | ----------- | ----------- | ----------- | --------------------- | --------------------- | --------------------- | --------------------- | ----- | ----- | ----- | ----- | ----------- |
| 2006-2007             | RFC sérésien          | Division 3B           | 15          | 7           | 5           | 3           | -                     | -                     | -                     | -                     | 15    | 7     | 5     | 3     | 47%         |
| 2007-2008             | RFC sérésien          | Division 3B           | 28          | 7           | 7           | 14          | 1                     | 0                     | 0                     | 1                     | 29    | 7     | 7     | 15    | 24%         |
| Total sur la carrière | Total sur la carrière | Total sur la carrière | 43          | 14          | 12          | 17          | 1                     | 0                     | 0                     | 1                     | 44    | 14    | 12    | 18    | 32%         |

## Palmarès

### Palmarès de joueur

#### En club
|  |  | Standard de Liège - Championnat de Belgique : - Vice-champion : 1993 et 1995 - Coupe de Belgique (1) : - Vainqueur : 1993 |  | Udinese Calcio - Coupe Intertoto (1) : - Vainqueur : 2000 |

#### Distinctions individuelles
- 1994 : Meilleur joueur du Festival International Espoirs avec les espoirs belges

### Palmarès d'entraîneur
Il a conduit les juniors provinciaux du RCS Verviers au titre de champions de Belgique Juniors.

## Anecdotes
- Avec Philippe Léonard et Michaël Goossens ont été appelés Les Trois Mousquetaires. Ils ont été les grands talents, mais ils ont été aussi les « enfants terribles » (Roberto Bisconti a fait partie aussi de cette génération prometteuse).
- Le frère de Régis, Terrence, est aussi un footballeur aujourd'hui retraité[7].
- Régis et Terrence sont apparentés avec la cantatrice américaine, mezzo-soprano Vivica Genaux.
- Une école communale fondamentale de la commune de Flémalle (Province de Liège) a donné le nom de Régis Genaux à son implantation du quartier du Houlbouse.